# العلاقات البالاوية السيراليونية
العلاقات البالاوية السيراليونية هي العلاقات الثنائية التي تجمع بين بالاو وسيراليون.

## مقارنة بين البلدين
هذه مقارنة عامة ومرجعية للدولتين:
| وجه المقارنة                                              | بالاو                         | سيراليون       |
| --------------------------------------------------------- | ----------------------------- | -------------- |
| المساحة (كم2)                                             | 465                           | 71.74 ألف      |
| عدد السكان (نسمة)                                         | 21.73 ألف                     | 7.56 مليون     |
| الكثافة السكانية (ن./كم²)                                 | 4.67 ألف                      | 105.38         |
| العاصمة                                                   | نغيرولمود، كورور              | فريتاون        |
| اللغة الرسمية                                             | لغة إنجليزية، اللغة البالاوية | لغة إنجليزية   |
| العملة                                                    | دولار أمريكي                  | ليون سيراليوني |
| الناتج المحلي الإجمالي (بليون دولار)                      | 291.54 مليون                  | 3.77 مليار     |
| الناتج المحلي الإجمالي (تعادل القوة الشرائية) بليون دولار | 326.12 مليون                  | 10.13 مليار    |
| الناتج المحلي الإجمالي الاسمي للفرد دولار أمريكي          | 13.50 ألف                     | 653            |
| الناتج المحلي الإجمالي للفرد دولار أمريكي                 | 14.76 ألف                     | 1.97 ألف       |
| مؤشر التنمية البشرية                                      | 0.780                         | 0.413          |
| رمز المكالمات الدولي                                      | +680                          | +232           |
| رمز الإنترنت                                              | .pw                           | .sl            |
| المنطقة الزمنية                                           | ت ع م+09:00                   | 00             |

## منظمات دولية مشتركة
يشترك البلدان في عضوية مجموعة من المنظمات الدولية، منها:
| علم المنظمة | اسم المنظمة                                 | تاريخ انضمام بالاو | تاريخ انضمام سيراليون |
| ----------- | ------------------------------------------- | ------------------ | --------------------- |
|             | مؤسسة التنمية الدولية                       | 16 ديسمبر 1997     | 13 نوفمبر 1962        |
|             | مؤسسة التمويل الدولية                       | 16 ديسمبر 1997     | 10 سبتمبر 1962        |
|             | منظمة حظر الأسلحة الكيميائية                | ?                  | ?                     |
|             | الأمم المتحدة                               | 15 ديسمبر 1994     | 27 سبتمبر 1961        |
|             | البنك الدولي للإنشاء والتعمير               | 16 ديسمبر 1997     | 10 سبتمبر 1962        |
|             | مجموعة دول أفريقيا والكاريبي والمحيط الهادئ | ?                  | ?                     |
|             | وكالة ضمان الاستثمار متعدد الأطراف          | 16 ديسمبر 1997     | 20 يونيو 1996         |
|             | يونسكو                                      | 20 سبتمبر 1999     | 28 مارس 1962          |